# Cotyledon barbeyi

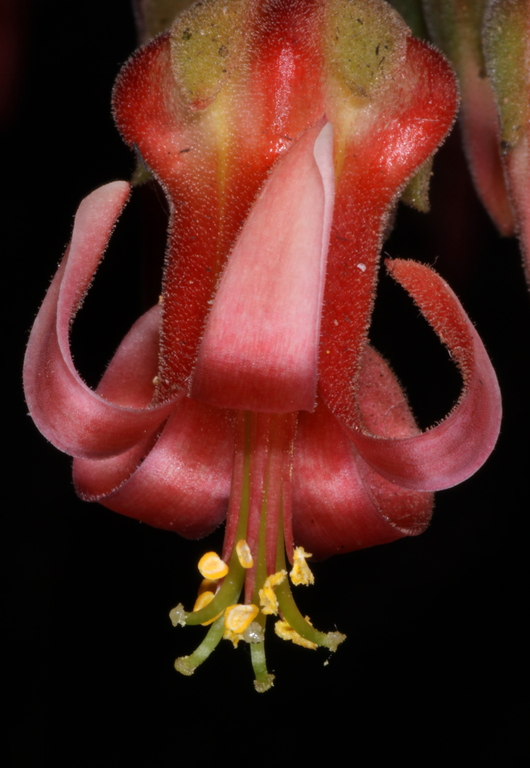
Blüte

Cotyledon barbeyi ist eine Pflanzenart der Gattung Cotyledon in der Familie der Dickblattgewächse (Crassulaceae). Das Artepitheton barbeyi ehrt William Barbey (1842–1914), einen Schweizer Botaniker und Philanthropen.

## Beschreibung
Cotyledon barbeyi bildet aufrechte und verzweigte Sträucher aus, die eine Höhe von 0,5 bis 2,0 Meter erreichen. Die aufsteigenden Triebe erreichen an der Basis einen Durchmesser von bis zu 25 Millimeter und besitzen eine gelbbraune, sich abschälende Borke. Die sehr variablen Laubblätter sind verkehrt lanzettlich bis linealisch, an der Oberseite flach bis rinnig, die Oberfläche ist kahl bis behaart und gelegentlich mit Drüsenhaaren besetzt. An der Basis sind sie keilförmig ausgebildet, an der Spitze sind aufgesetzte Spitzchen vorhanden und sie werden 4 bis 28 Zentimeter lang und 1 bis 4,5 Zentimeter breit. Der Blattstiel fehlt oder ist nur sehr kurz und am Stiel herablaufend.
Der 20 bis 60 Zentimeter hohe Blütenstand besteht aus 3 bis 5 Dichasien. Pro Blütenstandstiel werden 1 bis 2 Paare von Tragblättern ausgebildet, welche 22 Millimeter lang und 5 Millimeter breit werden. Die grünen Kelchblätter sind 6 × 4 Millimeter und die röhrige und orange bis rote Blütenkrone 20 bis 25 Millimeter groß. Die basal aufgeblasene Röhre besitzt 5 etwa 5 mm lange Schwellungen zwischen den Kelchblättern und wird 14 bis 18 Millimeter lang. Die zurückgebogenen Kronzipfel sind 15 Millimeter lang. Die Staubblätter werden 27 bis 36 Millimeter lang und ragen 5 bis 14 Millimeter heraus. Die kugeligen Staubbeutel sind gelb gefärbt. Das Fruchtblatt wird 28 Millimeter lang. Die ausgebreiteten Nektarschüppchen sind länglich, gelbgrün gefärbt und werden 4 bis 5 × 1,5 Millimeter groß.

## Verbreitung und Systematik
Cotyledon barbeyi ist im südlichen und östlichen Afrika sowie im Südwesten der Arabischen Halbinsel auf Felsen in der Savanne verbreitet.
Die Erstbeschreibung durch Georg Schweinfurth wurde 1893 veröffentlicht.
Synonyme sind Cotyledon wickensii Schönland (1915), Cotyledon transvaalensis Guillaumin (1936) und Cotyledon sturmiana von Poellnitz (1939).
Von der sehr variablen Art sind mehrere Cultivare bekannt:
- ‘Blouberg’, die kahlen und verkehrt eiförmigen Blätter werden bis 8 × 4,5 Zentimeter groß, der Blattrand ist mit wenigen großen Wellen ausgebildet; stammt aus der Provinz Nordkap vom Blouberg
- ‘Dikblaar’, bildet große, robuste Pflanzen aus, die schweren, großen und grauhaarigen Blätter werden 12 × 4,5 Zentimeter groß
- ‘Golfrand’, die kahlen und elliptischen Blätter werden 12,5 × 5 Zentimeter groß, der Blattrand ist im oberen Drittel fein gewellt
- ‘Langblaar’, die langen, kahlen und linealisch-lanzettlichen Blätter sind gebogen, glänzend grün und rinnig. Sie werden 25,5 × 1,5 Zentimeter groß. Der kompakte Blütenstand wird 12 bis 13 Zentimeter lang; stammt vom Strijdom-Tunnel in der Provinz Mpumalanga
- ‘Steelpoort’, die behaarten, länglich verkehrt eiförmigen Blätter sind grün und werden 11,5 × 4,5 Zentimeter groß. Der obere Teil des Blattrandes ist leicht gewellt; stammt von Steelpoort aus der Provinz Mpumalanga

## Nachweise